# Aaron Staton
Aaron Staton (n. 2 de febrer de 1978; Huntington, Virgínia de l'Oest) és un actor estatunidenc conegut pel seu paper de Ken Cosgrove en la sèrie Mad Men i per ser el protagonista, Cole Phelps del videojoc L.A. Noir.
Staton va néixer a Huntington, Virgínia Occidental, però va créixer a Jacksonville, Florida, on es va graduar en el Terry Parker High School. En 2004 va fer el propi en la Carnegie Mellon School of Drama. Està casat amb l'actriu Connie Fletcher, amb qui té un fill.
Des de 2007 treballa en la sèrie de televisió Mad Men interpretant a Ken Cosgrove, paper pel qual va rebre un premi del Sindicat d'Actors en 2008 i 2009. Staton també ha aparegut en sèries de televisió com Law & Order: SVU, 7th Heaven i Without a Trace. El 2011 va interpretar a l'agent Cole Phelps en el videojoc de Rockstar Games L.A. Noire.

## Filmografia
- 2005: Law & Order: Special Victims Unit com Andy Wall (un episodi)
- 2006: 7th Heaven com Daniel (tres episodis)
- 2007 – 2015:Mad Men com Ken Cosgrove
- 2007: August Rush com Nick
- 2007: One Night com Leroy
- 2007: Diari de una manadera com John
- 2007: I Believe in America com Rodney
- 2007: Descent com Jared's Friend
- 2007: Without a Trace com Hugh Dolan (un episodi)
- 2008: Imaginary Bitches com Bruce (un episodi)
- 2011: L.A. Noire com a Cole Phelps (videojoc)